# Chalcopsitta cardinalis
Chalcopsitta cardinalis là một loài chim trong họ Psittacidae.

## Hình ảnh

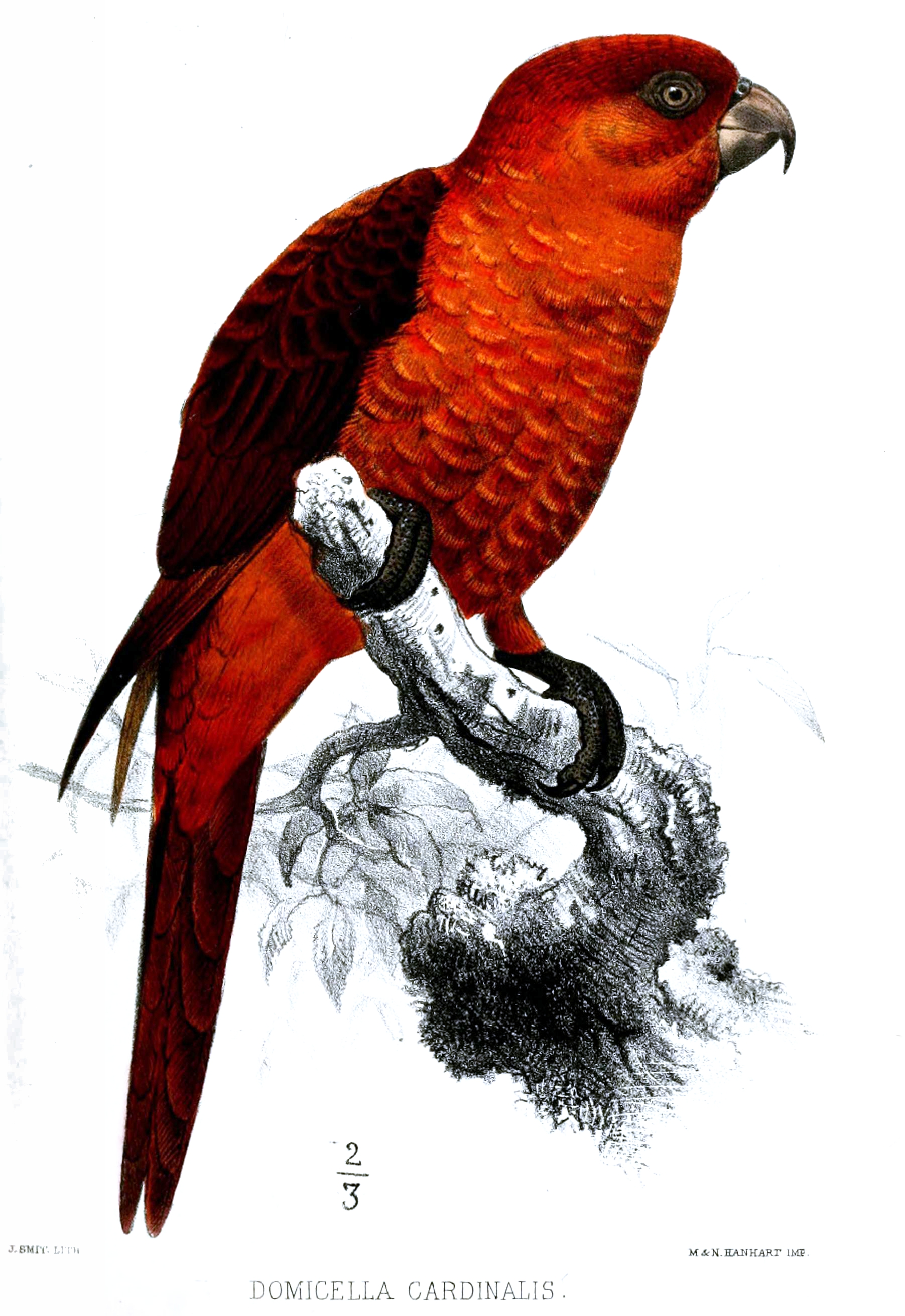
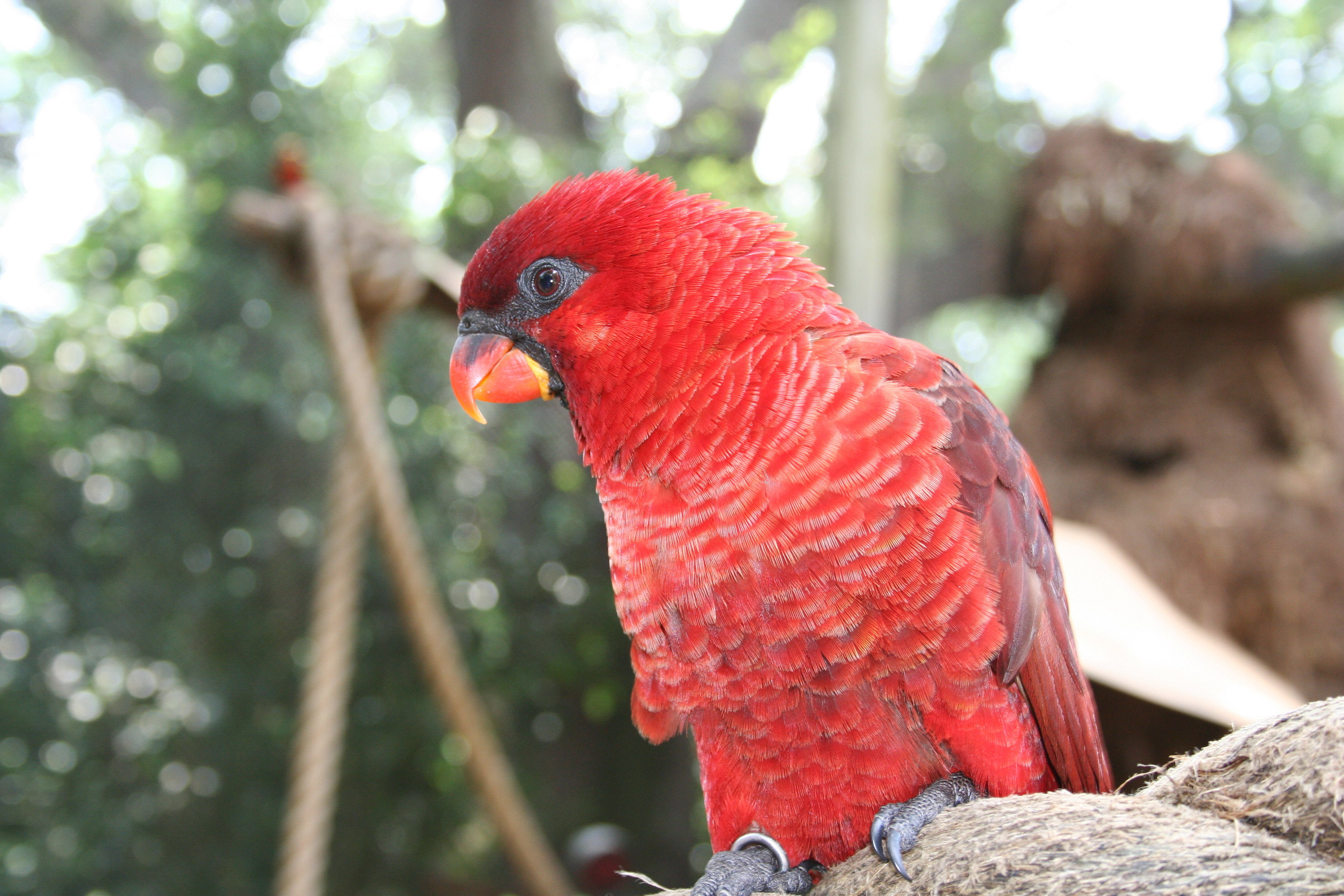